# 至学館大学短期大学部
至学館大学短期大学部（しがっかんだいがくたんきだいがくぶ、英語: Shigakkan University Junior College）は、日本にあった私立短期大学である。愛知県大府市に本部を置いていた。1950年に中京女子短期大学（ちゅうきょうじょしたんきだいがく）として設置され、2024年に廃止された。

## 概観

### 大学全体
- 愛知県大府市に所在した日本の私立短期大学で、設置主体は学校法人至学館[1]。
- 1950年に中京女子短期大学として2学科体制で開学[2]。元々は、大学に先駆けて設置されていたが、それの設置により併設型になっている。元々は体育と生活科学の2学科が置かれていたが、現在は体育学科のみの単科短大となっている。
- 2021年度の入学生を最後に[注釈 2]、2024年に短期大学としての使命を終える[4][5]。

## 教育理念
- 「人間力の形成」
  - 至学館大学における「人間力」とは、「健康力」、「知的視力」、「社会力」、「自己形成力」および「当事者力」の５つの力から構成されるものと定義し、これら５つの力を乗じ、総合的に応用・展開することができてはじめて真の「人間力」であるものと考える。すなわち、「真理と正義にもとづく価値観と倫理観をもち、広い視野と科学的な知識にもとづいた自己実現とすべての人々の幸福のため、積極的に寄与・貢献できる人間力の形成」である。

## 教育目標
- 学生自らが主体的に行動する機会を数多く設け、自らの大学は自分たちで作る「名実ともに学生が主人公」の大学づくりを目指し、主体的な発想のもと、心身ともに健全でたくましく、「生きる力」、「行動力」、「仲間愛」に溢れ、そして諦めないで何ごとにも「チャレンジする精神」を持った学生をひとりでも多く育てることを教育目標としている。

### 教育および研究
- 至学館大学短期大学部には、体育学科が設置されており、２年間で教員からトレーナーまで、運動・スポーツの指導者を養成していた。

## 沿革
- 1905年
  - 内木玉枝、中京裁縫女学校創立
- 1914年
  - 中京裁縫女学校高等師範科併設
- 1919年
  - 財団法人内木学園設立
- 1921年
  - 中京高等女学校併設
- 1922年
  - 中京高等女学校家事体操専攻科併設
- 1942年
  - 中京高等女学校家事裁縫専攻科併設
- 1944年
  - 中京裁縫女学校を中京実業女子学校に名称変更
- 1947年
  - 中京女子中学校開設（新制）
- 1948年 - 中京女子高等学校開設
- 1949年
  - 10月 文部省[注釈 3]に短期大学[注 2]の設置認可に関する申請を行う[注 3]。なお、学科・専攻は以下の通りとなっている[注 4]。
    - 体育科 入学定員80名
    - 家庭科 入学定員80名
- 1950年
  - 3月14日 左記を以て短期大学の設置が文部省[注釈 3]より認可される[11]出典[12]。
  - 4月1日 左記を以て中京女子短期大学が以下の学科体制にて開学する[注 5]。
    - 体育科 入学定員80名→40名
    - 家庭科→家政科 入学定員80名→20名
- 1951年
  - 3月14日 学校法人内木学園の設置が認可される[15]。
- 1954年
  - 5月1日 学生数[16]/定員
    - 体育科 49[注釈 4]/80
    - 家政科 73[注釈 4]/40
- 1962年
  - 4月1日 各学科の入学定員を以下の通り増員する[17]。
    - 体育科 40→50
    - 家政科 20→50

  - 5月1日 学生数[18]/定員
    - 体育科 66[注釈 4]/90
    - 家政科 141[注釈 4]/70
- 1963年
  - 12月25日 キャンパスを移転する[19]。
- 1964年
  - 10月1日 中京女子大学短期大学部に名称変更[20]。
- 1965年
  - 5月1日 学生数[21]/定員
    - 体育科 124[注釈 4]/100
    - 家政科 146[注釈 4]/100
- 1975年
  - 4月1日 学科名を以下の通り変更する[注 6]。
    - 体育科→体育学科
    - 家庭科→家政学科

  - 5月1日 学生数[24]/定員
    - 体育学科 115[注釈 4]/100
    - 家政学科 176[注釈 4]/100
- 1988年
  - 4月1日 家政学科を生活科学科に名称変更する[25]。
  - 同 体育学科の入学定員を50[26]→100[注釈 5]に増員する[注 7]。
  - 5月1日 学生数[29]/定員
    - 体育学科 202[注釈 4]/150
    - 生活科学科 91[注釈 4]/100
- 1989年
  - 4月1日 生活科学科の入学定員を50[注釈 5]→100[30]に増員する[31]。
  - 5月1日 学生数[32]/定員
    - 体育学科 223[注釈 4]/200
    - 生活科学科 189[注釈 4]/150
- 1991年
  - 4月1日 生活科学科の入学定員を100→150に増員[注 8]。
  - 5月1日 学生数[37]/定員
    - 体育学科 252[注釈 4]/200
    - 生活科学科 285[注釈 4]/250
- 1992年
  - 5月1日 学生数[注 9]/定員
    - 体育学科 248[注釈 4]/200
    - 生活科学科 318[注釈 4]/300
- 1995年
  - 4月1日 各学科の入学定員減を以下の通り行う[40]。
    - 体育学科 100[注釈 6]→70
    - 生活科学科 150[注釈 6]→100
- 1995年
  - 5月1日 学生数[42]/定員
    - 体育学科 203[注釈 4]/170
    - 生活科学科 282[注釈 4]/250
- 1999年
  - 5月1日 学生数[43]/定員
    - 体育学科 189[注釈 4]/140
    - 生活科学科 147[注釈 4]/200
- 2000年
  - 4月1日 各学科の入学定員を以下の通り変更する[注 10]。
    - 体育学科 70→100
    - 生活科学科 100→70
- 2006年
  - 4月1日 以下の学科については、この年度で学生募集を最終とする[注 11]。
    - 生活科学科
- 2007年
  - 4月1日 体育学科の入学定員を100→120に増員[48]。
- 2008年
  - 4月1日 以下の学科については、左記をもって正式に廃止とする[49]。
    - 生活科学科
- 2009年
  - 4月1日 専攻科の設置が認められ、以下の課程を設ける[50]。
    - アスレティックトレーナー専攻 入学定員36名

  - 同 全学科にて男子受入を開始。
- 2010年
  - 4月1日 至学館大学短期大学部に改称[51]。
- 2021年
  - 4月1日 この年度で学生募集を最終とする[注釈 2]。
- 2023年
  - 3月31日 左記をもって以下の学科を正式に廃止とする[1]。
    - 体育学科
- 2024年
  - 3月31日 閉学[4]。
  - 7月10日 文部科学省より廃止認可[5]。

## 基礎データ

### 所在地
- 愛知県大府市横根町名高山55[注釈 1]

### 交通アクセス
- JR東海道本線大府駅または名鉄名古屋本線知立駅からスクールバスが運行されている。

### 象徴
- 至学館大学短期大学部のカレッジマークは大学と同様のものを使用している[注 12]。

## 教育および研究

### 組織

#### 学科
- 体育学科 入学定員120名[54]

##### 過去にあった学科
- 生活科学科 入学定員70名[注 13]

#### 専攻科
- アスレティックトレーナー専攻 入学定員36名[1]

#### 別科
- なし

##### 取得資格について
- 教職課程として中学校教諭二種免許状（保健体育）が設置されていた[注 14]。

### 研究
- 『中京女子大学・中京女子大学短期大学部紀要』[58]

## 学生生活

### 部活動・クラブ活動・サークル活動
- 至学館大学短期大学部のクラブ活動：大学と同じキャンパスにある関係上、合同で様々なクラブがある。

### 学園祭
- 至学館大学短期大学部の学園祭は大学と合同で、例年10月の中旬に行われている。

## 大学関係者と組織

### 大学関係者組織
- 至学館大学短期大学部には、至学館大学と同じ同窓会組織となっている。

### 大学関係者一覧

#### 大学関係者
- 谷岡郁子：最終学長

#### 出身者
- 伊東真紀：シンガーソングライター
- 伊藤由里子：プロエアロビック選手
- 片山雄哉：プロ野球選手
- 速水将大：プロ野球選手
- 堀田ありさ：女子プロ野球選手
- 米陀京子：陸上選手

## 施設

### キャンパス
- 短期大学部独自のキャンパスはなく、基本的には大学と共同使用となっている。

## 対外関係

### 他大学との協定
- サンシャインコースト大学（オーストラリア）
- 放送大学[59]

### 姉妹校
- 大阪商業大学
- 大阪女子短期大学

### 系列校
- 至学館大学

## 卒業後の進路について

### 就職について
- 体育学科：河合楽器製作所スポーツ事業部をはじめとしたスポーツインストラクターのほか一般企業。

### 編入学･進学実績
- 系列の至学館大学への編入のほか他大学への実績がある。